# Dichelomorpha sumatrensis
Dichelomorpha sumatrensis är en skalbaggsart som beskrevs av Frey 1975. Dichelomorpha sumatrensis ingår i släktet Dichelomorpha och familjen Melolonthidae. Inga underarter finns listade i Catalogue of Life.